# Idalys Ortíz
Idalys Ortiz, född den 27 september 1989 i Pinar del Río, Kuba, är en kubansk judoutövare.
Hon tog först OS-brons i damernas tungvikt i samband med de olympiska judotävlingarna 2008 i Peking. Ortiz tog därefter OS-guld i damernas tungvikt i samband med de olympiska judotävlingarna 2012 i London. Vid olympiska sommarspelen 2016 i Rio de Janeiro tog hon en silvermedalj i tungvikt. Vid olympiska sommarspelen 2020 i Peking tog Ortiz återigen silver i tungvikt.
Ortíz har även tagit två guldmedaljer vid världsmästerskapen 2013 och 2014, silver 2018 och 2019 samt fyra bronsmedaljer (2009, 2010, 2015 och öppen klass 2017).